# Eriotheca obcordata
Eriotheca obcordata là một loài thực vật có hoa trong họ Cẩm quỳ. Loài này được A.Robyns & S.Nilsson mô tả khoa học đầu tiên năm 1975.